# Bours (Paso de Calais)
Bours es una comuna francesa situada en el departamento de Paso de Calais, en la región de Alta Francia.

## Demografía
| 597 | 545 | 510 | 505 | 524 | 509 | 617 |
| Para los censos de 1962 a 1999 la población legal corresponde a la población sin duplicidades (Fuente: INSEE [Consultar]) |     |     |     |     |     |     |